# Harry Nicolausson
Karl Harry Nicolausson, född 21 januari 1909 i Stockholm, död 9 september 1981 i Stockholm, var en svensk redaktör. Han gjorde sig mest känd som ägare och ansvarig utgivare av jazztidskriften Orkesterjournalen (OJ) samt som jazzskribent.

## Biografi

### Skolåren
Efter avlagd realexamen i Jacobs realskola började han som kontorist på en finmekanisk verkstad. Under skoltiden började han spela piano, och i de övre tonåren intresserade han sig allt mer för Stockholms yngre dansmusik. Han spelade i orkestrar som pianist, bland annat på Nalen och Atlantic i Stockholm. Mot slutet av 1920-talet bildade han dansorkestern Bonzo där han var vokalist vid pianot. Under dessa år fick han en inblick i den svenska nöjesbranschen, och etablerade personliga kontakter som skulle bli viktiga i hans senare verksamhet.

### Redaktör
År 1936 tog han anställning på AB Nordiska Musikförlaget på Drottninggatan i Stockholm, i första hand som korrespondent. Bland Nordiska Musikförlagets utgåvor fanns sedan 1933 tidningen Orkesterjournalen, vars redaktör var Nils Hellström. I december 1938 blev Harry redaktör för tidningen, för att sommaren 1961 överta ägandet. Han blev då ansvarig utgivare och redaktör för tidningen. Han drev tidningen fram till sin död 1981, då han avled i en hjärtinfarkt på väg hem från Svenskt visarkiv, där han arbetade med att välja ut bilder till en planerad vandringsutställning arrangerad av Orkesterjournalen och Gruppen för Svensk Jazzhistoria. Tidningen lever i dag vidare i form av en stiftelse, och är världens äldsta nu levande jazztidskrift.

### Jazzdiskografi
Förutom Orkesterjournalen gav han 1953 ut Svensk jazzdiskografi, den då enda förteckningen av svenska jazzinspelningar och ett standardverk för dåtidens samlare av svensk jazzmusik. Strax före sin död blev han nästan klar med en avsevärt utökad utgåva av diskografin. Boken färdigställdes 1983 av Björn Englund för Svenskt visarkiv i samarbete med sonen Lennart Nicolausson, som gjorde omslagslayouten. Diskografin kallades Swedish Jazz Discography och utgavs av Swedish Music Information Center. År 2006 ersattes den av en online-version, omfattande åren 1899–1999, på Svenskt visarkivs hemsida.

### Familj
Hans föräldrar var urmakare Carl William Nicolausson och Alfhild Nicolausson, född Widmark, båda bosatta på Östermalm i Stockholm. Harry var äldst i en syskonskara av tre. Han gifte sig med damfrisörskan och sedermera kunglig hovleverantören Margit Nicolausson (född Olofsson), och fick sönerna Lennart och Hans.